# 凱末爾改革

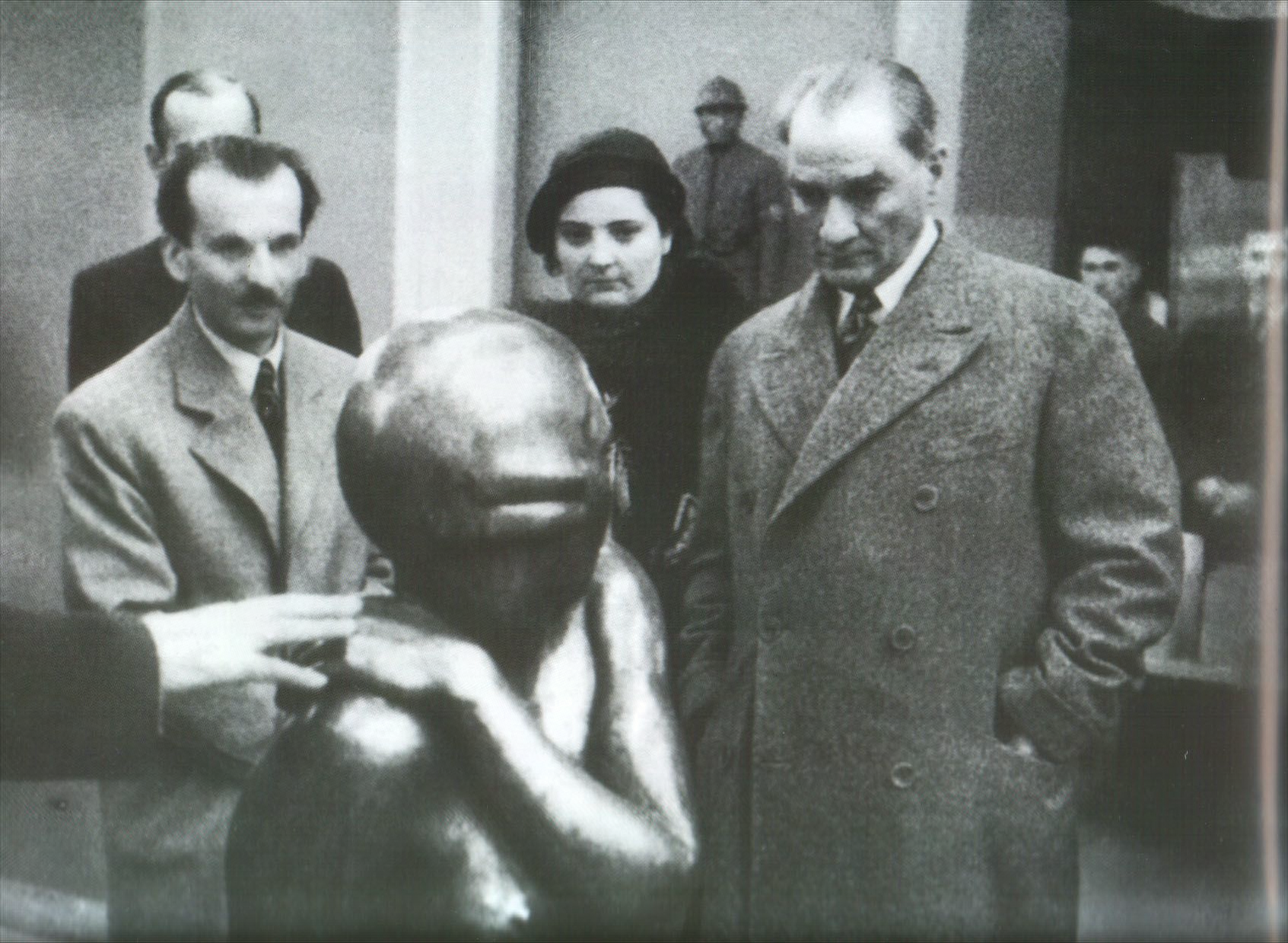
1927年，凯末尔总统在国家艺术与雕塑博物馆开幕式上

凱末爾改革（土耳其語：Atatürk Devrimleri）是在土耳其国父穆斯塔法·凱末爾·阿塔图尔克領導下施行的一系列改革，試圖將新生的土耳其共和國改造成世俗民族國家。在這樣的世俗國家里，原受宗教影響的各方面生活習慣，都被限制或改變。改革带来了政治、法律、文化、社會和經濟政策變化，并在凯末尔死后依據凱末爾主義继续實行。
改革肇始於國家機器的現代化，包括立新的1924年憲法，以及根據新共和國需要採取歐式法律與司法體系。接下來，行政系統被徹底世俗化和現代化了，特別是教育。政府實行進口替代戰略，並且成立國企和國有銀行來振興產業。改革的中心思想是土耳其社會必須在文化上與政治上西化，這樣才能實現現代化。

## 政治改革

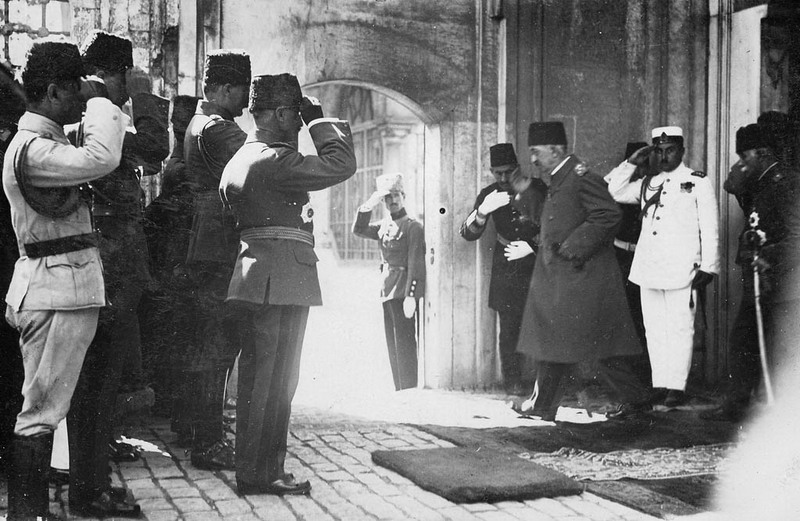
1922年，鄂圖曼帝國末代蘇丹穆罕默德六世離開土耳其

一直到土耳其共和國正式宣告成立的那一刻，鄂圖曼帝國的宗教權威與朝代權威遺產仍然存在。安卡拉政府廢除了鄂圖曼王朝，但是它的傳統和文化象徵性仍存於人民心中（雖然精英較少受其影響）。凱末爾的政治改革包括一些根本性的制度變化，終結了鄂圖曼傳統；精心設計的新系統替代了帝國幾個世紀發展起來的錯綜複雜的老系統，以實現政治變化。
不僅土耳其社會的所有機構都被重組，國家的社會與政治價值觀也被取代。 這個新的世俗國家意識形態將被稱為凱末爾主義，凱末爾主義是民主的土耳其共和國的基礎。自共和國成立以來軍隊視自己為凱末爾主義的衛士，並為此幾度干涉土耳其政治，有時甚至通過軍事政變推翻文官政府。這也許看上去於民主理想相悖，但是軍事當局和世俗主義者認為這樣做的必要性基於三點：1）土耳其歷史背景，2）維持世俗政府的不斷努力，3）以及改革是在軍隊佔據全國16.9%專業崗位的時候進行的（現在軍隊只佔據3%專業崗位）。

### 成立共和國（代議制民主）

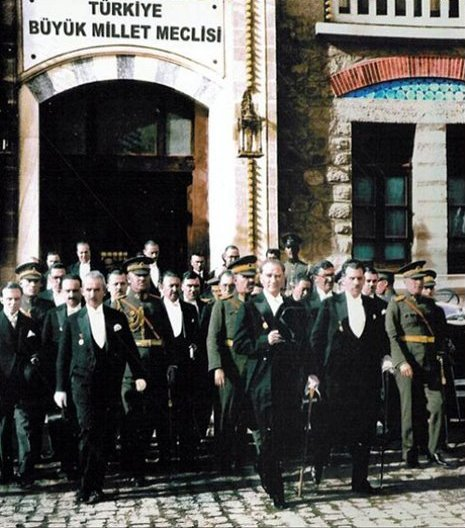
一次會議後，凱末爾總統離開安卡拉的土耳其國會。伊斯梅特·伊纳尼總理在圖左邊

最根本的改革使得土耳其民族通過代議民主制得以實行人民主權。這包括解散兩個聲稱淩駕於國民主權之上的職位：鄂圖曼王朝于1922年9月1日，以及哈里發1924年3月3日。廢除哈里發之後，蘇丹及皇室被宣佈成為不受歡迎人物並驅逐出境。
這些古老的機構被土耳其共和國（"Türkiye Cumhuriyeti"）取代，土耳其大國民議會於1923年10月29日立法宣佈成立共和國，並採用一部憲法。鄂圖曼兩院制議會 — 包括由一個蘇丹指定、由“維齊爾”們組成的上院，以及一個由兩階選舉產生、由“代表”們組成的下院— 宣告解散。（帝國議會早在1920年協約國佔領伊斯坦布爾就已經終止運作，大國民議會於同年宣告成立）。側重國家獨立於人民主權的新制度設立總統總理二職，司法權歸於一院制的大國民議會。議會由直接選舉通過比例代表制選出。
共和國的成立並不代表改革的結束，凱末爾以及他的“革命黨人”們繼續在大國民議會上提出他們的改革方案。
行政權立法過程中這樣的參與也許與憲法精神或者憲法條文相悖，（權力分立的概念也該是代議制民主的一部分），但是選民對政府的持續支持合法化了政府的這一安排。通過這種過渡，民主在司法領域漸漸發展，一直到1946年真正的多黨制選舉發生為止。

#### 憲政共和國（1921＆1924年）
在土耳其憲政共和國，政府依《憲法》建立和並受憲法制約。
在1921年到1924年的短時間內，1921年1月土耳其國民議會批准的《土耳其憲法》是該國的基本法律。該憲法僅包含23條簡短的條款。該憲法的主權來自土耳其國而不是鄂圖曼帝國的絕對君主蘇丹。1923年10月，憲法修改並宣布土耳其為共和國。
1924年4月，該憲法被全新的《1924年土耳其憲法》所取代。

#### 多黨體系
鄂圖曼議會的兩院制由上議院——蘇丹參議院，下議院——通過兩級選舉選出的眾議院組成。後來兩院制已經解散，並在1920年聯軍佔領伊斯坦布爾後被廢除。
土耳其國民議會在鄂圖曼下議院解散後成立。新制度將人民主權置於首位，建立了總理和總統職位，同時將立法權置於一院制的國民議會內。大會以比例代表制直接選舉產生。它基於政黨制度，對政黨進行了調整。1924年，人民黨（Halk Fırkası）改名為「共和人民黨」（Cumhuriyet Halk Fırkası），1935年又改名為「Cumhuriyet Halk Partisi」。
事實上的單黨制，與單黨制不同，它允許民主多黨選舉。進步共和黨（Terakkiperver Cumhuriyet Fırkası）於1924年至1925年在議會成立，由卡茲幕·卡拉貝基爾領導。有效的多黨制時期始於1945年。第二年，共和黨人民贏得了第一次多黨選舉。在1950年的選舉中，民主黨獲勝，成為第一個贏得選舉的反對黨。

### 世俗主義
人民主權的建立涉及到與傳統發生衝突。改革本身的進展是以進步與保守的不斷鬥爭為特徵的：一面是凱末爾和他心向改革的政治精英，另一面是沒受過教育的保守大眾。
這些變化意味著劃分宗教/民族社群的米利特制度徹底完結了。每一個米利特的人民傳統上享有一定自治權，有自己的領導層，族群內各自收稅，並根據自己的宗教/文化法律制度生活。 在凱末爾改革下，官方收回對鄂圖曼帝國米利特的承認。取而代之的是一個全民世俗當局。一些家庭因此失去社群醫院和社群學校這樣的機構支持，經濟條件惡化；許多宗教社群無法適應這種新制度，向外移民和貧窮更加劇他們的困境。
凱末爾主義的世俗主義並非是是反宗教或者反回教的。實際上，凱末爾主義下，國家對伊斯蘭的支持體現在宗教事務管理局（土耳其語：Diyanet İşleri Başkanlığı）的建立上。該局"處理關於伊斯蘭信仰、禮拜和倫理的工作，在宗教事務上啟蒙大眾，管理神聖的禮拜場所。"其他宗教也如是管理。當局堅決地反對反宗教行為。政府維護所有土耳其公民在自己私人空間的的宗教平等和信仰自由。政府保護宗教自由，自己卻超然任何一種宗教影響之外。凱末爾主義反對政治伊斯蘭，因其威脅到政府的獨立性，以及它對所有宗教一視同仁對待的能力。
這種變化不僅概念上激進，而且文化上重要。1924年3月3日，宗教教育系統為國民教育系統所取代，1517年以來就一直由鄂圖曼帝國皇帝兼任的哈里發職位於同日被廢除。伊斯蘭法庭和伊斯蘭教法被基於瑞士民法典的世俗法律結構所取代。

### 里程碑事件
- 1922年9月1日，廢除鄂圖曼帝國蘇丹這一職務。
- 1923年10月29日，宣佈成立共和國 - 土耳其共和國。
- 1924年3月廢除鄂圖曼帝國哈里發擔任的哈里發一職。

## 社會改革
凱末爾主義改革在國立教育和女性選舉權方面帶來了有效的社會變化。可是，嘗試改革鄂圖曼帝國封建(土耳其語：Ağalık)系統的行為收到的反響並不怎麼好。一部分社會機構有宗教背景，並對公共生活產生了絕大影響。

### 宗教標誌以及醫學

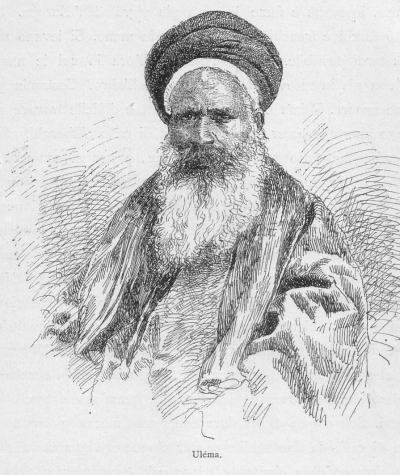
一名穿戴特殊頭飾的伊斯蘭學者，在1925年頭飾法案之後就無法穿戴這種頭飾了

鄂圖曼帝國擁有一套建立在宗教從屬關係上的社會體系，所以宗教標誌的佩戴延伸至社會功能的每個各方面。在帝國全國，人民經常穿著表示各自宗教團體的衣物，配以區分“職銜”和“專業”的頭飾。頭巾、菲斯帽、頭罩和標誌封爵的頭飾標記者一個人的性別、職銜和軍民專業。這些服飾式樣在蘇萊曼一世統治初期便有嚴格規定。蘇丹馬哈茂德二世參照俄國彼得大帝成例，試圖現代化他的帝國，並公佈1826年服裝法令。在大眾眼中該法令有（象徵）區分封建階級的意味。在凱末爾主義看來，改革，像是彼得一世或馬哈茂德二世統治之下的改革，都是通過由敕令採用進步性的服飾、禁絕傳統服飾來完成的。他們對社會變化的看法是這樣的：如果要保證世俗主義永存，（由宗教標誌所代表的）傳統文化價值觀就必須消失，這樣就可以在一定程度上使公眾在文化上接受以後更進一步的改革。總之，“服装法令”使得社會傳統價值觀的繼續存在得以終止。
凱末爾主義者將不文明的人（不科學的人、不具實證主義精神的人）定義為在迷信的界限內運作的人。伊斯蘭學者並非是科學組織，他們行動是根據幾個世紀以來發展的傳統。他們被稱作"Gerici"（反動者）。1925年2月25日國會通過法案，宣稱宗教不可在政治中被用作工具。問題是在一個學界被伊斯蘭學者宰制的國家中，法案如何會起作用。凱末爾主義意識形態向迷信開戰，禁止伊斯蘭學者的業務繼續進行，並且和新生的律師、教師、醫生階層一起，鼓吹西化文明之道。對伊斯蘭學者社會性存在的禁止體現在“服裝法令”中。法令的戰略目標是通過從社會舞臺上移除伊斯蘭學者階級來遏制他們對政治的重大影響。然而，這種措施的危險性在於他會被看作反宗教行為。凱末爾主義者辯稱“伊斯蘭將任何種類的迷信視為非宗教的”。伊斯蘭學者的權力基於“世俗的機構全都的附屬於宗教”這一觀念，建立於鄂圖曼時期。伊斯蘭學者是宗教虔誠的象徵，行使宗教權利，並淩駕於政權之上。 凱末爾主義者宣稱：“國家將會被實證主義統治，而不是被迷信統治。”一個例子是醫術的實行。凱末爾主義者試圖去除草藥、藥水和精神病宗教療法的迷信成份（這些都是伊斯蘭學者醫術的一部分），駁斥那些用草藥、藥水、和藥膏來行医的人，並且處罰那些自認為對健康和醫學有研究的人。1925年9月1日，第一屆土耳其醫學大會召開，這僅是凱末爾在8月30日關於醫學問題發表卡斯塔莫努演講的一日之後。
官方逐步採取措施消除穿戴宗教服飾（以及其他表示宗教從屬標誌）。自1923年起，一套法令逐漸增加對特定傳統服飾的限制。凱末爾首先規定公務員必須戴禮帽，（在國有公共場所）學生和政府雇員的穿著準則也在凱莫爾生前得以實行。在教育水平比較高的公務員戴上了禮帽之後，凱末爾又更進一步地實行了禮帽法案，規定任命使用西式禮帽，而不是菲斯帽。法律並沒有明文禁止婦女穿面紗或者頭巾，而是聚焦於禁止男性菲斯帽和包頭。 
1934年，另一項限制服裝的法律獲得通過，關於穿著“禁止服裝”的法令。法令禁止任何基於宗教的服飾，譬如面紗和包頭，並同時積極推動西式服裝的普及。

### 女修道院和苦行僧道堂
社會變化也包括歷經數百年、深深紮根於社會之中的的宗教社會結構。有些寺院是鄂圖曼帝國國家機關的一部分。哈里發職位的廢除消滅了政府中最高等的宗教社會身份，但沒有消滅兄弟會性質的穆斯林會社（這種會社因為各種不同目而設立、作為信徒之間的一種協會）。這些會社已在女修道院和德爾維希道堂組織之下制度化了，在沒有政治組織的情況下作為寺院政治權利的一種延伸。1925年，通過《關於女修道院和德爾維希道堂的法律》，這樣的組織被宣佈為完全非法。

### 女權

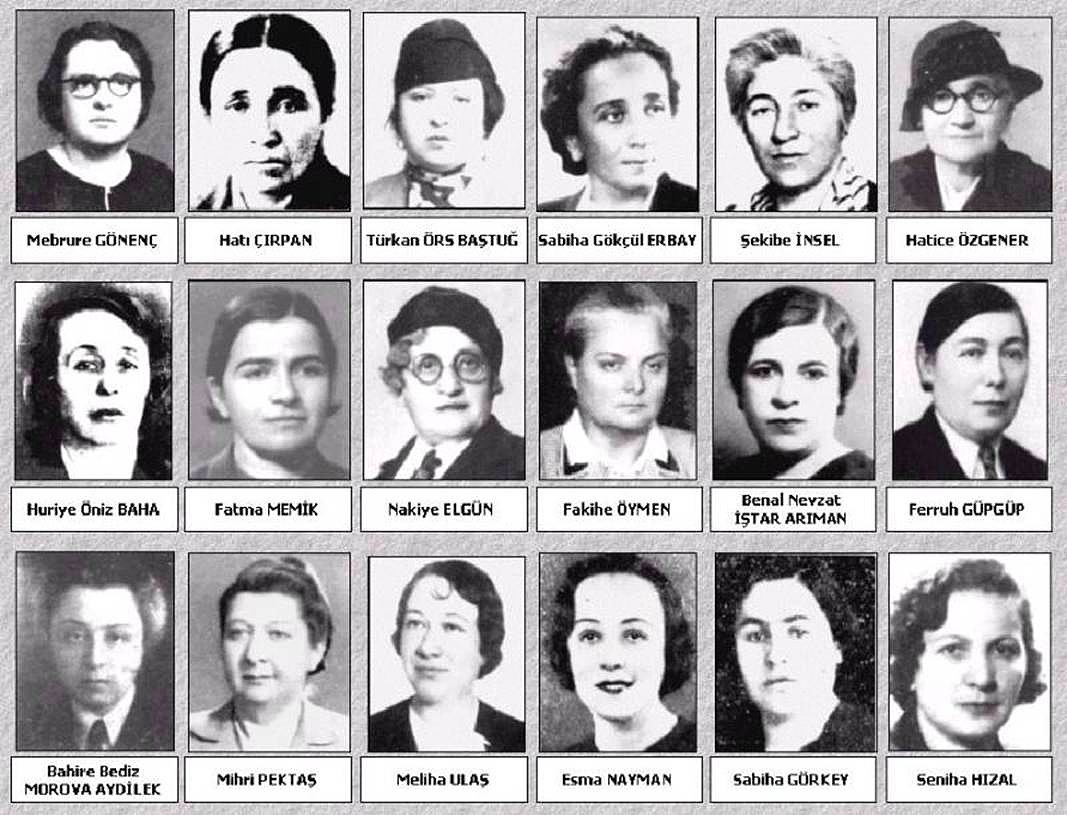
1935年大選後，十八名女性國會議員加入土耳其國會。當時許多其他歐洲國家的女性Timeline of women's suffrage。在1993年坦苏·奇莱尔成為土耳其第一位女總理。

土耳其民法典的改革，包括關於女性選舉權的改革，"不僅是伊斯蘭世界的突破，也是西方世界的突破"。
隨著一系列制度與規定的改變，兩性平等的法律權利在1926到1934之間落實。女性第一次得到了許多權利，包括投票權。
土耳其女權運動者與他國的女权运动者不同，她們認識到自己最好的機會在於維護與宣揚鼓吹世俗價值和男女平權的凱末爾主義改革，而不需要直接去爭取基本權利和平等。
在共和國初年的一次會議中，凱末爾宣稱：
對女同胞: 為我們贏得教育之戰的勝利，你們將會為國家做出的貢獻會比我們以前所能取得的的成就都大。這就是我向你們呼籲的。.
 對男同胞: 如若從今天起女性不再分擔這個國家的社會生活，我們將永遠無法達成我國的全面發展，我們將會不可彌補地落後，無法無法與西方文明並駕齊驅。. 

### 里程碑事件
- 1925年9月25日：更換頭飾與衣裝
- 1925年9月30日：關閉宗教修道院和德爾維希道堂
- 1934年6月21日：土耳其姓氏法（英语：Surname Law (Turkey)）.
- 1934年9月26日：廢除榮譽稱號與又名。
- 1935年10月14日：关闭共济会会所。[12][13]

## 司法改革

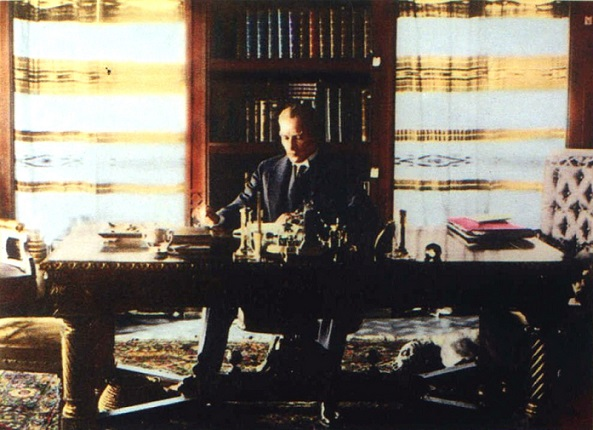
凱末爾在安卡拉Çankaya Mansion的圖書館裏

鄂圖曼帝國是一個宗教帝國，各個宗教社群享有很大程度的自治權（參見米利特）。每一個米利特內部的統治都是基於宗教法，如伊斯蘭教法，天主教法典，或者猶太教哈拉卡。

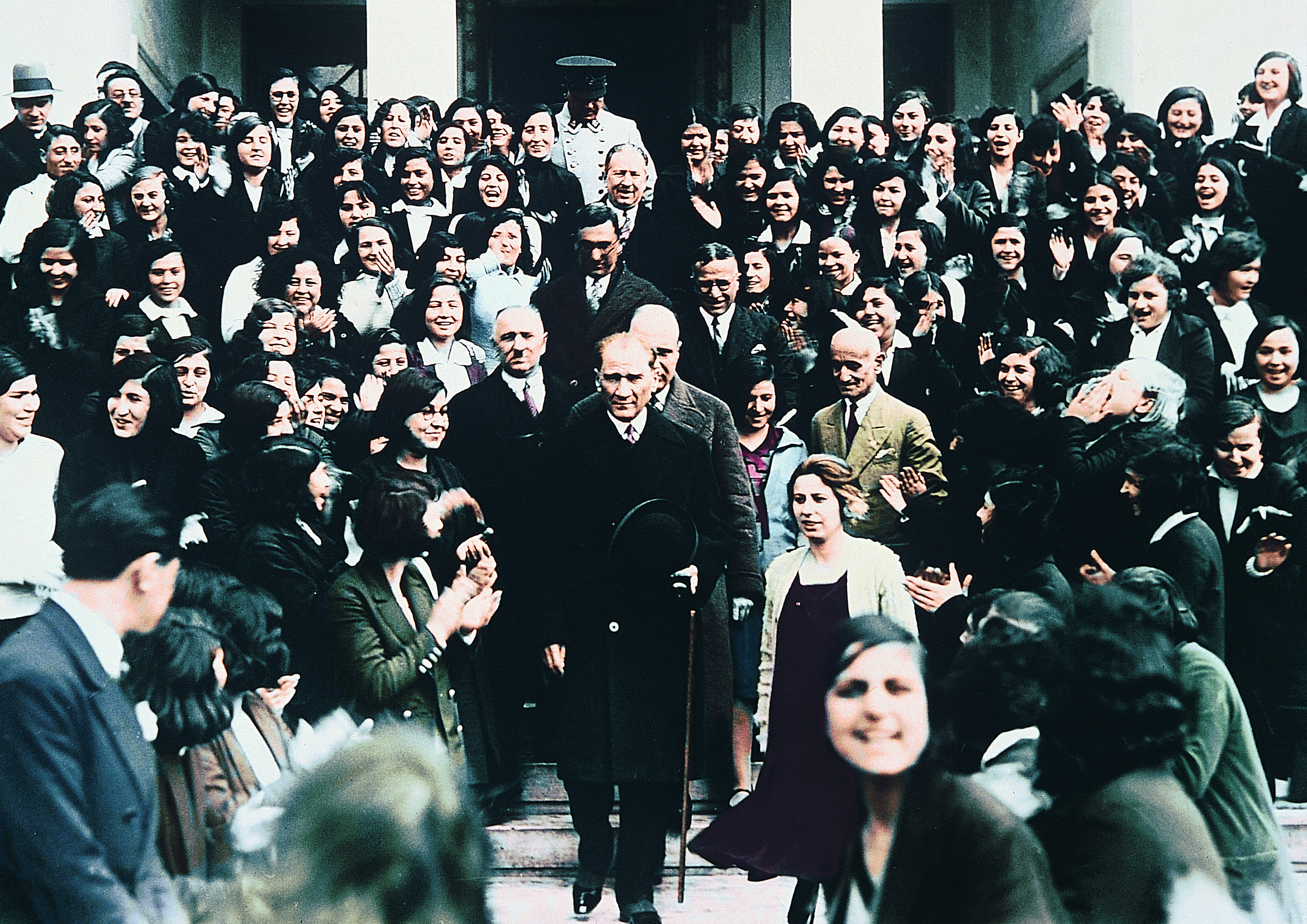
凱末爾在伊兹密尔女子高中，1931年

凱末爾最先著手的司法改革包括一部世俗的土耳其憲法(基於法國式的世俗主義世俗性)，達成了完全的政教分離，用基於《瑞士民法典》的世俗民法和基於義大利刑法的刑法典來代替伊斯蘭法庭和伊斯蘭教法。改革也建立了並且於1934年12月5日在許多歐洲國家之前實現了兩性法律平等完全政治權利，
伊斯蘭教法一直不包含管理人們在政治機構和商業交易關係的條款。鄂圖曼帝國之所以解體不只是因為他的制度過時，而且是因為他的傳統無法適用於當時的要求。例如，伊斯蘭教法影響下關於"刑事案例"的規則無法充分防止犯罪。 到了十九世紀初，鄂圖曼伊斯蘭法典在處理概念更寬的社會系統時，法律條文總體上沒有實用性。非穆斯林米利特受啟蒙時代現代化的基督教法律影響。伊斯蘭教法與基督教法儘管鄂圖曼法典Megelle盤根錯節，一夫多妻在凱末爾改革之後就不能合法實行了。 因為法條的不實用性，有成千上萬的Megelle條款實際上廢棄不用。
凱末爾的司法改革可以看成是鄂圖曼帝國失敗的現代化史的最後一步。 在1839年，通過“帝國敕令”，帝國推行改革，試圖將法典現代化。通過將司法平等擴展至全民，改革試圖結束司法系統的混亂局面。1841年，一部新的刑法編寫完成。但是一直到帝國解體，家庭與婚姻關係還無法可依。關於家庭和婚姻關係的立法是全新的，這應該要歸功於凱末爾。

### 里程碑事件
- 1926年3月1日：根據意大利刑法模式實行新的刑法。
- 1926年10月4日：根據瑞士民法典模式實行新的民法。
- 1934年12月5日：給予女性選舉與被選舉的完整的政治權利。
- 1937年5月2日：將法國式政教分離原則包含在憲法中。

## 教育改革

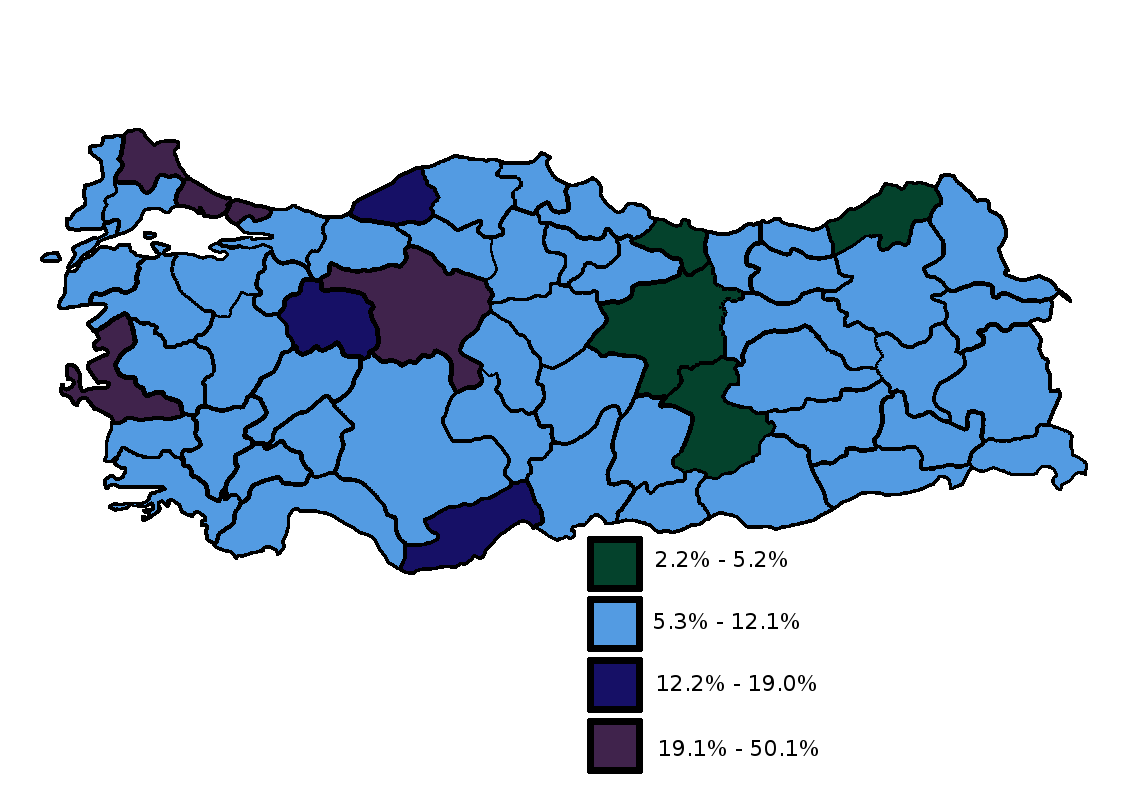
1924年土耳其人民識字率

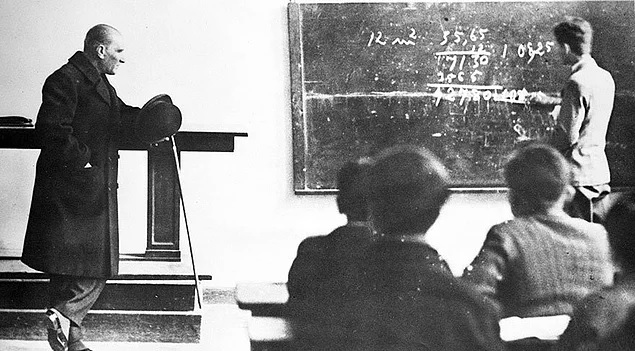
1931年2月1日，凱末爾視察伊茲密爾一家男子高中

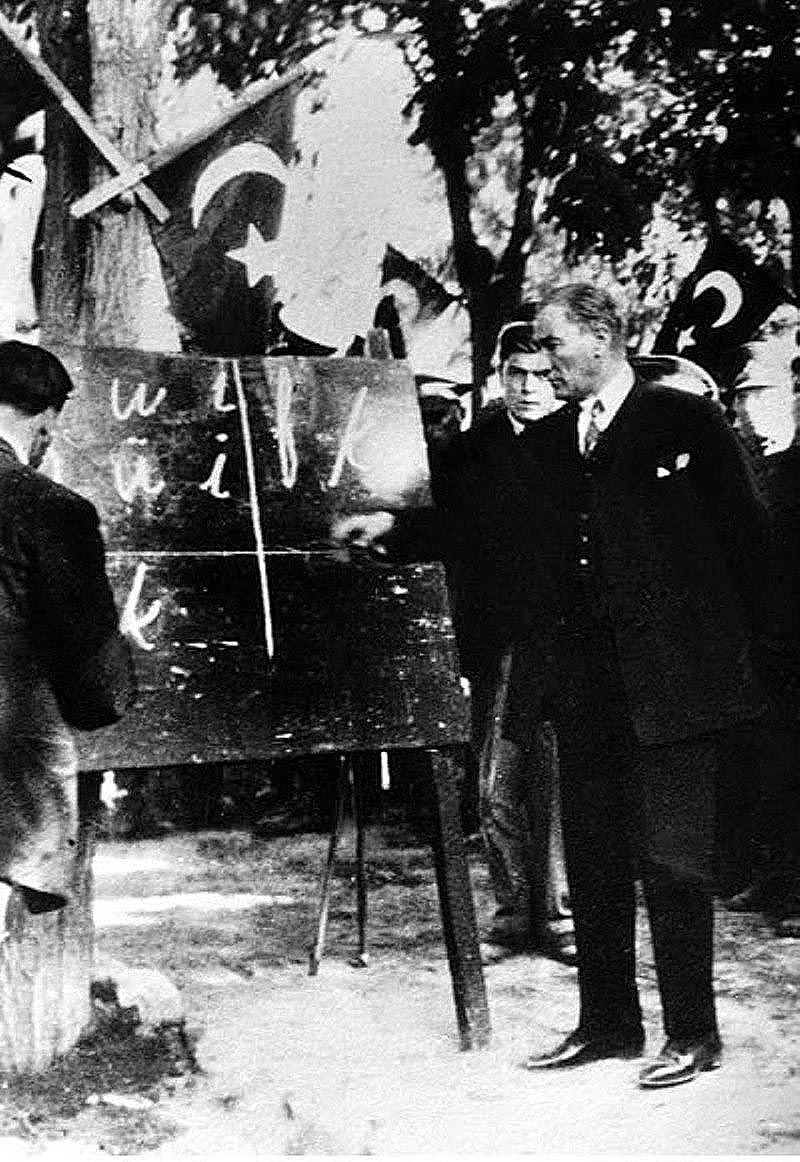
1928年9月20日，凱末爾在安納托利亞開塞利城推行新的土耳其語字母

教育改革和全國新開的人民之家結合起來，通過凱末爾本人數度親自下鄉教授的新字母。
支持識字改革的還有：通過新的著作權法以及討論著作權、公共教育以及科學出版的新會社，來增進私營出版業界。

### 教育統一
教育統一有兩個重要特徵。一是民主化、二是教育領域活躍的世俗主義。統一與《國民教育統一法》相伴而來，該法有三項規定： 其一，所有伊斯蘭學校以及其他由私人基金會或宗教事務管理局管轄下的學校都歸國民教育部管轄。其二，撥給宗教事務管理局的預算經費現在轉撥給教育經費。其三，教育部需新開一間宗教學院來在高等教育體系內訓練高等宗教專業人才，並另設學校以訓練“伊瑪目”與“呼圖白講師”。
教育統一與舊式大學關閉之後，政府開始了把科學從歐洲轉移到土耳其的龐大計畫。教育機構基石之一的伊斯坦布爾大學接受了許多納粹黨政權因為種族和政治原因驅逐的德國與奧地利裔科學家。土耳其接受這種安排，並成為土耳其現代科學制度的核心。這種改革試圖打破自鄂圖曼帝國時期起依賴外國專家來接收科技知識的慣例。

### 語言改革
1928年9月1日，新的土耳其語字母由凱末爾提議成立的語言委員會推行，替代了沿用數百年的波斯-阿拉伯字母系統。拉丁字母的採用和外文藉詞的肅清是凱末爾現代化計畫的一部分。
廢除阿拉伯語字母的原因是該字母不適合於表現土耳其語音韻學，因此需要新的一套文字來正確表現它。鄂圖曼帝國采用的波斯-阿拉伯字母系統是辅音音素文字，此種文字對土耳其語來說就太過含糊，因為土耳其語中元音字母更為重要。阿拉伯語字母的不足充分表現在這樣一個例子上：محمد پاشا اولدو這一詞既可以表示“Mehmet Paşa oldu”（穆罕默德成了一名帕夏），也可以表示“Mehmet Paşa öldü”（穆罕默德帕夏死了）。鄂圖曼帝國作家需要加入波斯語或阿拉伯語來源的贅詞才能避免這些錯誤。
因為阿拉伯語字母只有少數伊斯蘭學者才能讀懂，廢除它斷絕了與鄂圖曼伊斯蘭文獻的聯繫，表現了共和國的世俗主義精神。更重要的是，拉丁字母更使得學習讀寫更容易，最終提升識字率。
現代化的另一步是技術詞彙的採用，這也被徹底實行了。土耳其语中與技術無關的部分被口語化與簡化，這樣土耳其人民就可以理解人民的語言。舉一個例子：土耳其語詞“Bilgisayar”（“bilgi”=“資訊”，“sayar”=“櫃檯”），合起來之後就組成“電腦”一詞。 
凱末爾改革的另一個重要部分包含了他對土耳其歷史與語言的重視。因為這種重視，1931年到1932年間凱末爾提議成立了土耳其語言協會和土耳其歷史協會來研究土耳其语言和土耳其歷史。

### 里程碑事件
- 1924年3月3日：教育統一
- 1928年1月1日：土耳其教育協會（英语：Turkish Education Association）成立，以支援財政上有需求的學生以及支持教育建設。
- 1928年9月1日：採用新的土耳其語字母
- 1931年：成立土耳其歷史協會以研究土耳其史
- 1932年7月12日：成立土耳其語言協會來規範土耳其語
- 1933年5月31日:大學教育歸正

## 經濟改革
經濟改革包括建立眾多國有工廠，包括農業工廠、機器製造廠、和紡織業工廠。
許多這種企業發展成為成功的企業，並在二十世紀後半葉被私有化。
凱末爾認為發展一個全國鐵路網絡是通向工業化的重要步驟。1927年，他成立了土耳其國鐵,並在短時間內發展了一套較全面的鐵路系統。

### 里程碑事件
- 1923年7月24日:在洛桑條約中廢除治外法权条款。
- 1924年:週末法案（週末：由原來的伊斯蘭聖日星期五調至星期天，週一至週五成為工作日）
- 1925年：建立模範農場；阿塔图爾克農場（英语：Atatürk Forest Farm and Zoo）
- 1925年：國際時間與日曆系統（公曆、時區）
- 1926年：《債權法》
- 1926年：《商法》
- 1927年5月31日：建立土耳其國鐵
- 1933年：規範度量衡遵從(國際單位制)
- 1933年12月1日：第一次五年計畫（計畫經濟）
- 1937年：第二次五年計畫（計畫經濟）

## 批評

### 改革的指導思想
改革為教育進步和科學進步所指引，以实证主义和理性主義啟蒙的原則為基礎。共和人民黨的成員，大都是坦志麦特改革時期成立的“現代學校”的畢業生，將他們的西式現代化在政府各領域實行。

### 改革的有效性
有人認為凱末爾改革的步伐太快。在他建立現代化土耳其的嘗試中，它實際上廢除了幾個世紀以來的傳統。不過，廣大人民自願地接受了這些改革。儘管有些措施被看作是城市菁英觀點的體現，損害了大體是文盲的農村地方。在農村，宗教情緒和習俗常態更強一點。
也許改革最具爭議的地方就是宗教。國家堅持世俗主義（“活躍中立”）的政策受到很大阻力，而且直到今天此政策還會造成可觀的社會政治緊張狀態。不過，任何試圖利用宗教情緒、損害土耳其世俗主義的的政治運動都會面對軍方的反對，因為軍方一直自視為世俗主義最主要最堅定的守護者。
在有些人看來，這是被軍方於1960年推翻的阿德南·曼德列斯總理的歷史教訓。曼德列斯和麾下兩個部長被軍事法庭處以絞刑。但是，這三人的罪狀並不是反世俗主義。儘管曼德列斯放鬆了某些針對宗教的約束，他也查禁了公然堅持伊斯蘭主義的“米利特黨”。此外，但是，軍事法庭給這三人的罪狀並不是反世俗主義，所以結論是曼德列斯還是親世俗的。

### 改革亦或革命
凱末爾改革的土耳其語名稱意思是“土耳其國父的革命”，因為嚴格來講這些變化是在太過深遠，無法用“改革”來形容。革命一詞也反映了這樣一個信念：一黨制時期實行的改變更多是符合國內進步菁英的態度，而不是習慣於幾百年來鄂圖曼帝國穩定的廣大群眾。所以，受多黨制制約下的任何政府，都很難有勇氣說服人民接受這樣深遠的改變。

## 腳注
1. 1 2 3 4  Regine ERICHSEN, «Scientific Research and Science Policy in Turkey», in Cemoti, n° 25 - Les Ouïgours au vingtième siècle, [En ligne], mis en ligne le 5 décembre 2003.
2. ↑  S. N. Eisenstadt, "The Kemalist Regime and Modernization: Some Comparative and Analytical Remarks," in J. Landau, ed., Atatürk and the Modernization of Turkey, Boulder, Colorado: Westview Press, 1984, 3–16.
3. ↑  Jacob M. Landau "Atatürk and the Modernization of Turkey" page 57.
4. 1 2  Ali Arslan "The evaluation of parliamentary democracy in turkey and Turkish political elites" HAOL, núm. 6 (invierno, 2005), 131–141.
5. ↑  Inalcik, Halil. 1973. "Learning, the Medrese, and the Ulemas." In the Ottoman Empire: The Classical Age 1300-1600. New York: Praeger, pp. 171.
6. ↑  .   [2018-08-10]. （原始内容存档于2017-03-08）.
7. ↑  İğdemir, Atatürk, 165–170
8. ↑  William Dalrymple: What goes round... The Guardian, Saturday 5 November 2005 Dalrymple, William. . The Guardian (London). November 5, 2005  [2012-04-02]. （原始内容存档于2012-02-17）.
9. ↑  Necla Arat in Marvine Howe's Turkey today, page 18.
10. ↑  Nüket Kardam "Turkey's Engagement With Global Women's Human Rights" page 88.
11. ↑  Kinross, Ataturk, The Rebirth of a Nation, p. 343
12. ↑  "TURKISH BAN ON FREEMASONS. All Lodges To Be Abolished （页面存档备份，存于）". Malaya Tribune, 14 October 1935, p. 5. The Government has decided to abolish all Masonic lodges in Turkey on the ground that Masonic principles are incompatible with nationalistic policy.
13. ↑  Atatürk Döneminde Masonluk ve Masonlarla İlişkilere Dair Bazı Arşiv Belgeleri （页面存档备份，存于）, Kemal Özcan
14. 1 2 3  TIMUR, Hıfzı. 1956. "The Place of Islamic Law in Turkish Law Reform", Annales de la Faculté de Droit d'Istanbul. Istanbul: Fakülteler Matbaası.
15. ↑  參見基督徒米利特的法律。
16. ↑   Dr. Ayfer Altay "Difficulties Encountered in the Translation of Legal Texts: The Case of Turkey", Translation Journal volume 6, No. 4.
17. ↑  . Ministry of National Education (Turkey).   [2007-01-01]. （原始内容存档于2006-07-20）.
18. 1 2  Nafi Yalın. "The Turkish language reform: a unique case of language planning in the world", Bilim dergisi 2002 Vol. 3 page 9.
19. ↑  Kinross, p. 503.
20. ↑  Kinross, p. 504.

## 延伸閲讀
- Bein, Amit. Ottoman Ulema, Turkish Republic: Agents of Change and Guardians of Tradition (2011) Amazon.com（页面存档备份，存于）
- Ergin, Murat. "Cultural encounters in the social sciences and humanities: western émigré scholars in Turkey," History of the Human Sciences, Feb 2009, Vol. 22 Issue 1, pp 105-130
- Hansen, Craig C. "Are We Doing Theory Ethnocentrically? A Comparison of Modernization Theory and Kemalism," Journal of Developing Societies (0169796X), 1989, Vol. 5 Issue 2, pp 175-187
- Hanioglu, M. Sukru. Ataturk: An intellectual biography (2011) Amazon.com（页面存档备份，存于）
- Kazancigil, Ali and Ergun Özbudun. Ataturk: Founder of a Modern State (1982) 243pp
- Ward, Robert, and Dankwart Rustow, eds. Political Modernization in Japan and Turkey (1964).
- Yavuz, M. Hakan. Islamic Political Identity in Turkey (2003) Amazon.com（页面存档备份，存于）
- Zurcher, Erik. Turkey: A Modern History (2004) Amazon.com（页面存档备份，存于）

## 参閱
- 凱末爾
- 土耳其歷史#土耳其共和國（1923至今）
- 土耳其历史年表
- 現代化

## 外部連結
- Ministry of National Education and Culture, Turkish Republic of Northern Cyprus （土耳其文）